# Kamil Yarmatov

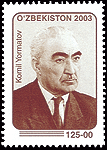
Timbre à l'effigie de Kamil Yarmatov.

Kamil Yarmatov est un réalisateur soviétique tadjik, né le 2 mai 1903 à Konibodom (alors dans l'Empire russe ; actuel Tadjikistan) et mort le 24 novembre 1978 à Moscou (alors en URSS).

## Biographie
Kamil Yarmatov naît le 2 mai 1903 à Konibodom. Il étudie d'abord dans une école nationale, puis dans une école russe.
De 1918 à 1924, il fut commis au département de l'éducation publique du district de Konibodom, puis, servit dans l'Armée rouge, combattit dans le détachement partisan de Khamdam-hadzhi Kalandarov et devint commandant d'escadron d'un régiment de cavalerie. Il a été blessé lors d'une des batailles.
À l'automne 1923, à Konibodom, il rencontre Hamza Hakimzade Niyazi et décoouvre le monde de théâtre. 
En 1924-1926, il étudie à la rabfak de l'Institut des chemins de fer et en même temps - au studio d'acteurs Tchaïkovski de Moscou. Il n'a pas terminé ses études, car il a été nommé chef de la milice de la région autonome de Konibodom.
De 1926 à 1928, il fut administrateur, assistant réalisateur et acteur à l'atelier de cinéma Loin à la frontière ("Sharq Youldouzi" en ouzbek) des studios Uzbekgoskino (aujourd'hui Uzbekfilm) (Tachkent).
De 1928 à 1931, il étudie au département de réalisation à l' Institut d'État de la cinématographie (VGIK) de Moscou.
Depuis 1931 - réalisateur aux studios Tajikkino (depuis 1938 - Studio de longs métrages de Stalinabad, aujourd'hui Tadjikfilm). Sa carrière commence par le court métrage de propagande Loin à la frontière.
En 1941, il devient directeur artistique du Tachkent Film Studio (aujourd'hui Uzbekfilm). Il a joué un rôle important dans le développement du cinéma ouzbek, ayant réalisé des films marquants tels que Les routes sans sommeil, Alisher Navoi, Avicenne, Pakhta-oy, Les sœurs Rakhmanov, Tempête sur l'Asie, Les cavaliers de la révolution, La mort du consul noir.
Secrétaire du Conseil d'administration de l'Union des cinéastes de la RSS d'Ouzbékistan (1958-1978), membre du Conseil d'administration de l'Union des cinéastes de l'URSS, membre du Conseil d'administration du Comité d'État des cinéastes de l'URSS et du Comité d'État des cinéastes de la RSS d'Ouzbékistan, membre du Comité des prix Lénine et d'État de littérature et d'art auprès du Conseil des ministres de l'URSS.
Membre du Parti communiste depuis 1930. Membre du comité régional de Tachkent du Parti communiste d'Ouzbékistan. Député des 6e-9e Conseils suprêmes de la RSS d'Ouzbékistan (depuis 1963).
Auteur des mémoires La Pellicule du temps, publiés dans le magazine Droujba narodov n°11 et n°12 en 1977, ainsi que du livre sur les pages de l'histoire du cinéma tadjik et ouzbek Return (1980), co-auteur du recueil de scénarios de films Lointaines années proche (Maison d'édition Gʻafur Gʻulom, 1976).
Décédé le 17 novembre 1978 à Tachkent (selon d'autres sources - le 18 novembre à Moscou), Kamil Yarmatov est enterré au cimetière de Chigatsky.

## Filmographie

### Réalisateur
- 1931 : Potchiotnoïe pravo (Почётное право) - court métrage de propagande
- 1931 : Loin à la frontière (Далеко на границе) - film d'agitprop
- 1934 : L'Émigré (tg) (Эмигрант)[2] - 1er film tadjik
- 1939 : Les Amis se retrouvent à nouveau (ru) (Друзья встречаются вновь) - premier film parlant tadjik
- 1941 : Nous vaincrons (Мы победим) - court métrage
- 1942 : Aux amis sur le front (Друзьям на фронте)
- 1943 : Le Cadeau de la Patrie (Подарок Родины)
- 1947 : La Route sans sommeil (Дорога без сна)
- 1947 : Alicher Navoï (ru) (Алишер Навои)
- 1951 : Pakhta-Oï (Пахта-Ой)
- 1954 : Les sœurs Rakhmanov (Сёстры Рахмановы)
- 1956 : Avicenne (ru) (Авиценна)
- 1959 : Quand les roses fleurissent (ru) (Когда цветут розы)
- 1964 : Tempête sur l'Asie (ru) (Буря над Азией)
- 1966 : Poème des deux cœurs (Поэма двух сердец)
- 1968 : Les Cavaliers de la révolution (ru) (Всадники революции)
- 1970 : La Mort du consul noir (Гибель Чёрного консула)
- 1973 : Seule parmi les hommes (Одна среди людей)
- 1976 : Des Années Lointaines et proches (ru) (Далёкие близкие годы)

## Distinctions
- Médaille Pour le travail vaillant dans la Grande Guerre patriotique 1941–1945
- Ordre de l'Insigne d'honneur (1940, 1950)
- prix Staline de 2e classe (1948), pour le film Alicher Navoï
- Artiste du peuple de la RSS d'Ouzbékistan (1955)
- Artiste du peuple de l'URSS (1959)
- Ordre du Drapeau rouge du Travail (1964)
- Héros du travail socialiste (1973)
- Ordre de Lénine (1967, 1971, 1973)